# Моро, Эме
Эме Николя Моро (фр. Aimé Nicolas Morot; 16 июня 1850, Нанси — 12 августа 1913, Динар) — французский живописец, скульптор, педагог. Представитель классического академизма. Член французской Академии изящных искусств.

## Биография
В 12-летнем возрасте начал учёбу в Муниципальной школе рисования и живописи. В конце 1860-х годов стал брать уроки живописи в мастерской Александра Кабанеля в Школе изящных искусств в Париже, однако после того, как учитель стал вносить правки в его работы, покинул стены Школы.
В последующие два года продолжил самостоятельную учёбу в Ботаническом саду Парижа, где рисовал растения и животных.

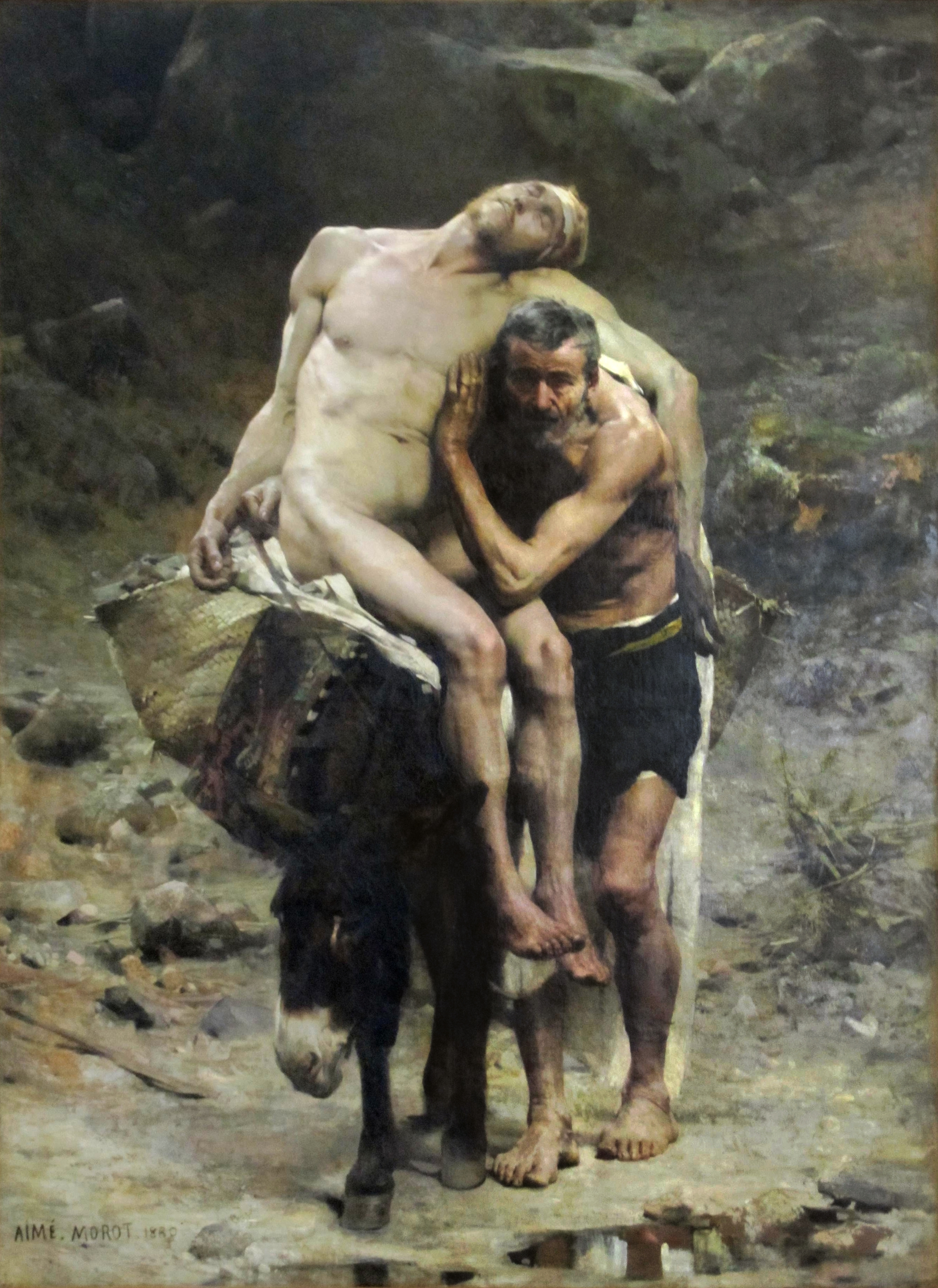
«Добрый самаритянин». 1880 г.

Участник Франко-прусской войны 1870—1871 годов.
Несмотря на отсутствие законченного образования, в 1873 году Э. Моро выиграл первую Римскую премию за картину «Пленение евреев в Вавилоне», которая в настоящее время находится в коллекции Школы изящных искусств в Париже.
Премия давала ему право на годичное пребывание на Вилле Медичи, где размещалась Французская академия в Риме. И хотя Э. Моро там редко появлялся, но картины писал без перерыва.
Регулярно выставлялся в Парижском салоне с 1876 по 1912 год. В 1876 году, впервые экспонируя в Салоне картину «Весна», получил третью премию. В 1877 году за картину «Медея» был награждён медалью второго класса, а в 1879 году — медалью первого класса за полотно «Амброны» и Почётной медалью за «Доброго самаритянина» (1880). Картина «Добрый самаритянин» была высоко оценена его современниками. Мария Башкирцева с восхищением отметила полотно в своём дневнике в 1880 году. «Добрый самаритянин» в настоящее время находится в экспозиции Музея современного искусства «Пти-Пале» в Париже, а виртуозная техника Моро делает её одной из главных достопримечательностей музея.
В 1880 году вернулся в Париж. Женился на дочери Жана-Леона Жерома.
В 1880-х годах Э. Моро работал в Академии Жюлиана. В 1900 году выиграл гран-при Всемирной выставки в Париже. В том же году стал профессором Высшей национальной школы изящных искусств в Париже.
Автор многочисленных портретов парижской знати и жанровых картин; анималист, баталист, путешественник.

## Галерея

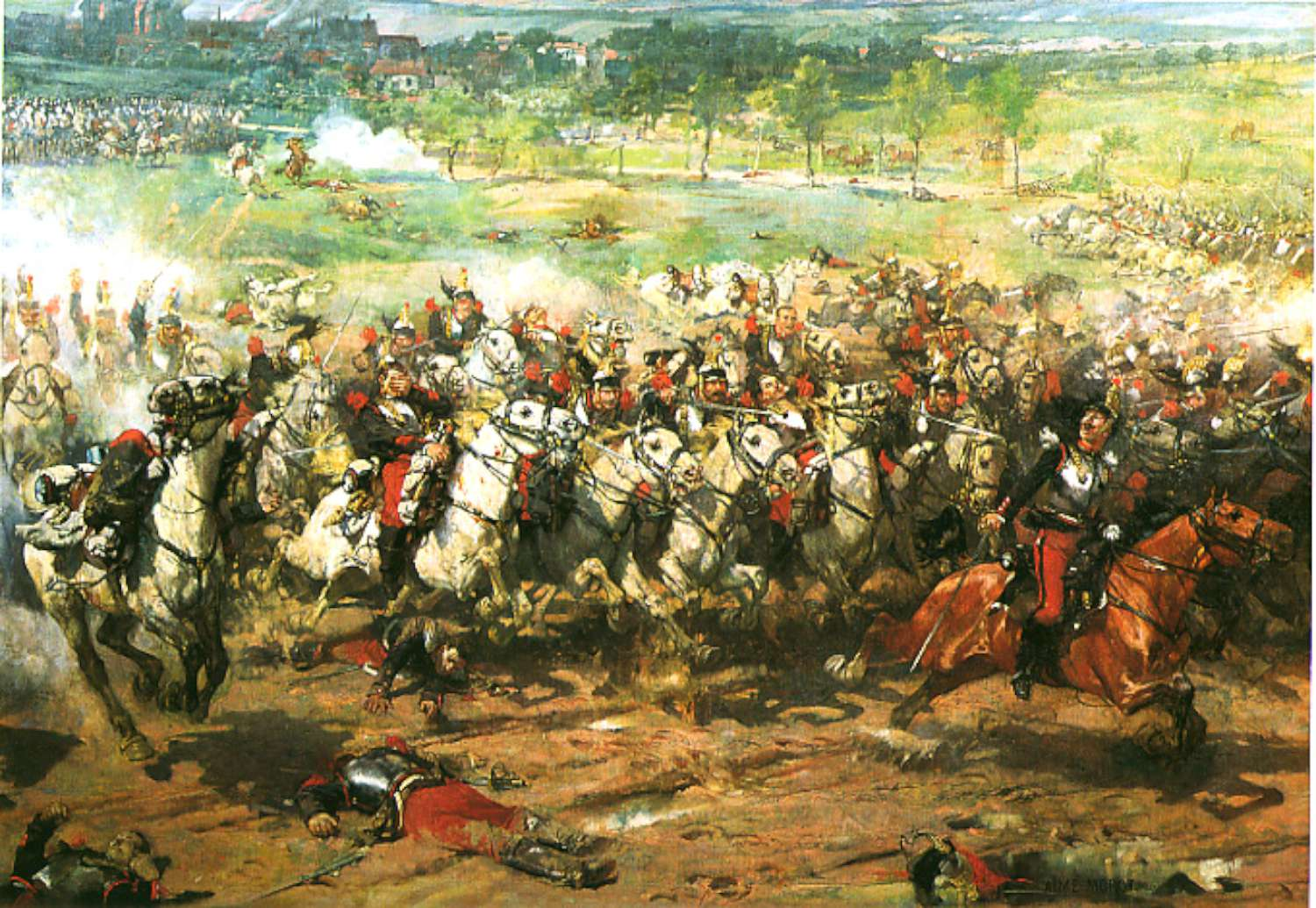
Атака кирасиров. Эпизод Франко-прусской войны: Битва при Вёрте (Рейшсоффене)
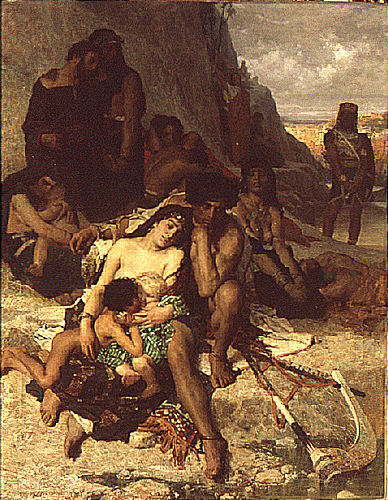
«Пленение евреев в Вавилоне» 1873 г. Римская премия
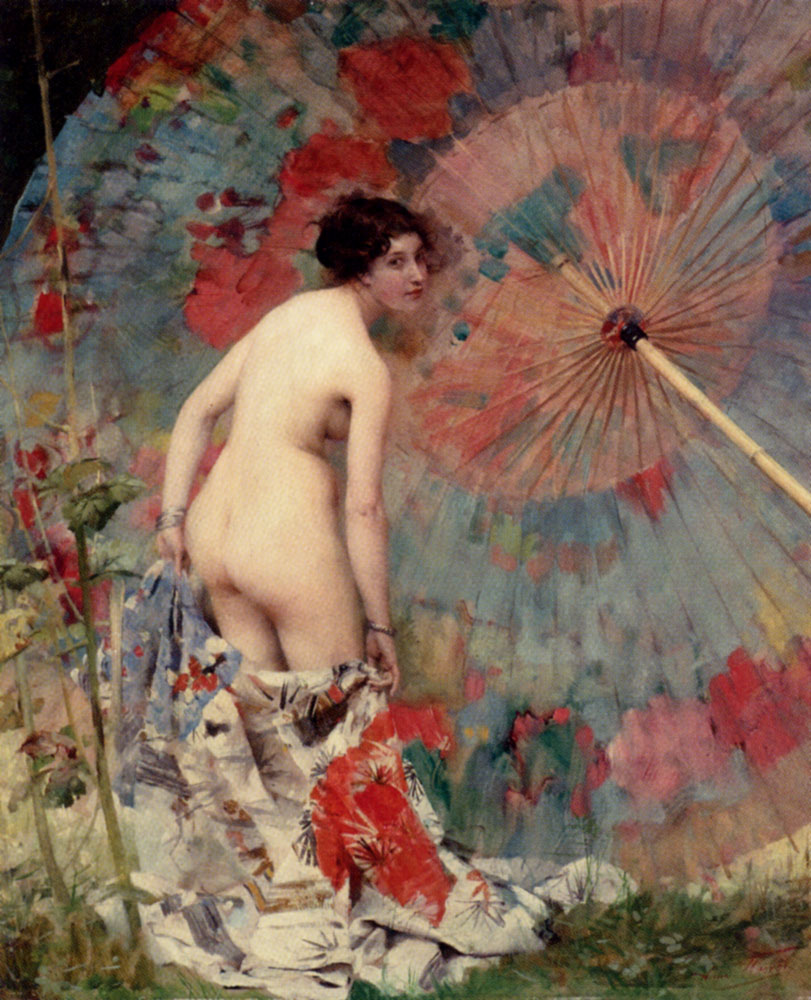
Обнажённая с японским зонтиком
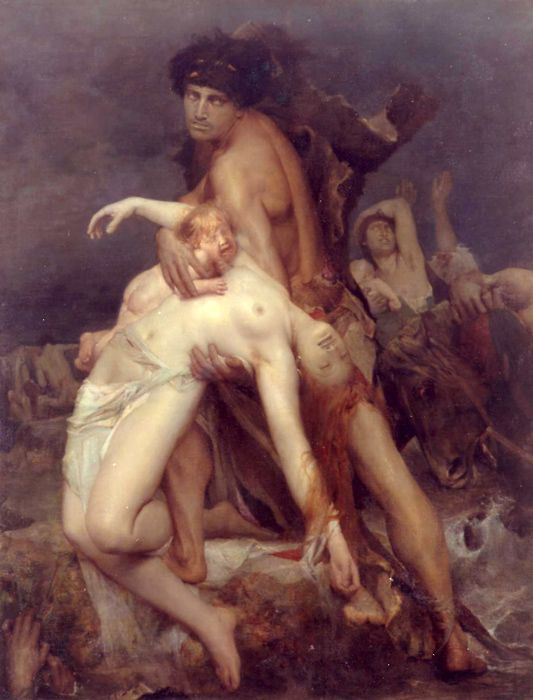
Сцена Всемирного потопа
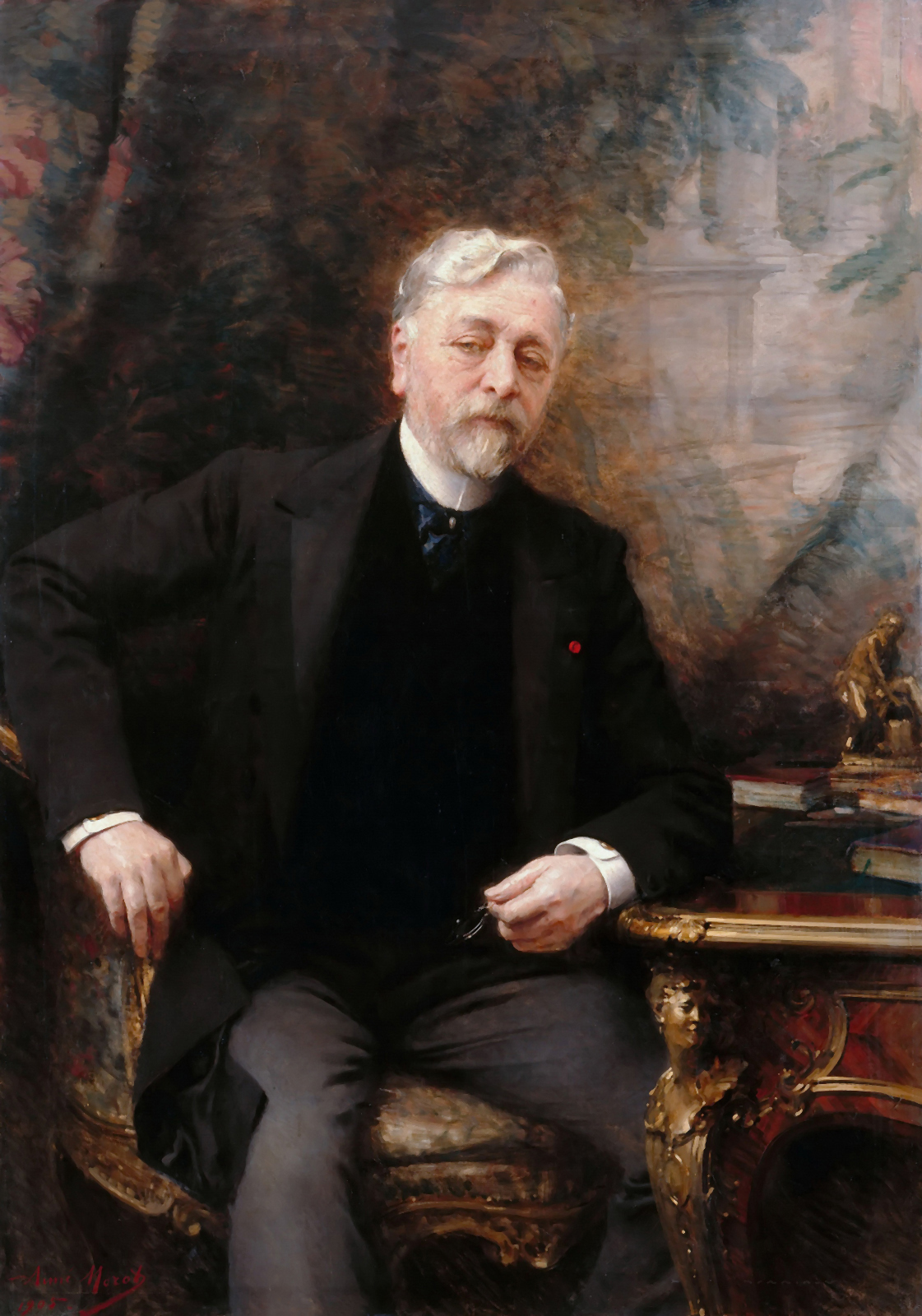
Портрет Гюстава Эйфеля
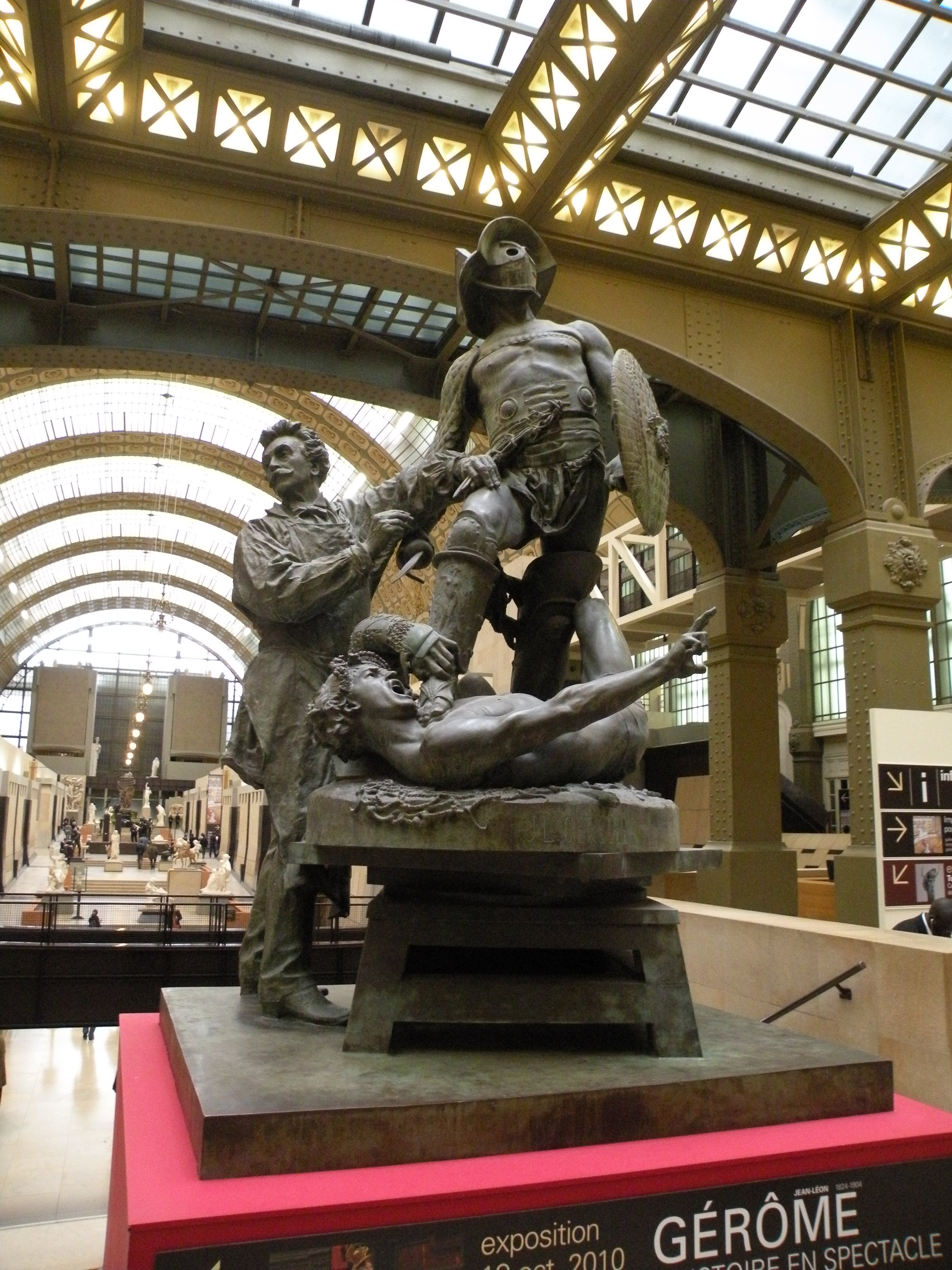
Скульптура «Жан-Леон Жером создаёт «Гладиатора»». Музей Орсе, Париж